# Чикоконський хребет
Чикоконський хребет — гірський хребет в Забайкальському краї Росії, в межиріччі річки Чикой (правої притоки Селенги) та приток Онона. Є одним із гірських хребтів Хентей-Даурського нагір'я. Південна частина хребта є частиною Світового вододілу Північного Льодовитого та Тихого океанів.

## Географія
Протяжність хребта в північно-східному напрямку (від кордону з Монголією до злиття річок Чикой та Чикокон) становить 130 км. Максимальна ширина — більше 40 км (біля південно-західного початку хребта). Переважають висоти — від 2000 до 2200 м, найвища точка — гора Бистринський Голець (2519 м), яка розташована за 18 км на північ — північний схід від витоку річки Чикой.
В рельєфі переважають високогір'я з крутими схилами, на яких місцями збереглися залишки рельєфу та відкладень льодовикового походження.
Гірський хребет складений переважно гранітоїдними породами. У південно-західній частині хребта переважають Юрські, а в північно-східній — пізньопалеозойські гранітоїди. Переважають плоскі, столоподібні вершини.
Від Чикоконського хребта відходять відроги, що з'єднують його з Перевальним та Буркальським хребтами. Основні типи ландшафту — гірська тайга, передгольцеві рідколісся та гольці.
2014 року у верхів'ях річки Чикой утворений національний парк Чикой, в який входить і гора Бистринський Голець.

## Топографічні карти
- Аркуш карти M-49-XX. Масштаб: 1 : 200 000. Стан місцевості на 1978 р. Видання 1982 р. (рос.)
- Аркуш карти M-49-XXI Чикоконский [хребет. Масштаб: 1 : 200 000. (рос.)
- Аркуш карти M-49-XV. Масштаб: 1 : 200 000. (рос.)